# Otto Hunte
Pour les articles homonymes, voir Hunte (homonymie).
Otto Hunte (né le 9 janvier 1881 à Hambourg et mort le 28 décembre 1960 à Potsdam) est un chef décorateur, directeur artistique et ensemblier allemand.

## Biographie
Otto Hunte est considéré comme l'un des artistes les plus importants de l'histoire des débuts du cinéma allemand, principalement pour son œuvre dans les premiers films muets de Fritz Lang. Il a eu de nombreuses relations de travail avec d'autres concepteurs comme Karl Vollbrecht, Emil Hasler et Victor Trivas et surtout Erich Kettelhut.
Ses conceptions architecturales se retrouvent dans les films les plus importants de cette période, comme Docteur Mabuse le joueur (1922), Les Nibelungen (1924), Metropolis (1927) et L'Ange bleu (1930). Hunte a ensuite travaillé en tant que décorateur pendant la période nazie. Après la Seconde Guerre mondiale, il a travaillé pour le compte de la Deutsche Film AG (DEFA), les studios de cinéma est-allemands.

## Filmographie partielle
- 1919 : Les Araignées de Fritz Lang
- 1920 : Das wandernde Bild de Fritz Lang
- 1921 : Le Tombeau hindou de Joe May
- 1922 : Docteur Mabuse le joueur de Fritz Lang
- 1924 : Les Nibelungen de Fritz Lang
- 1926 : Metropolis de Fritz Lang
- 1928 : Les Espions de Fritz Lang
- 1929 : La Femme sur la Lune (Frau im Mond) de Fritz Lang
- 1930 : L'Ange bleu de Josef von Sternberg
- 1930 : Le Chemin du paradis (Die Drei von der Tankstelle) de Wilhelm Thiele
- 1934 : Liebe, Tod und Teufel de Heinz Hilpert
- 1935 : Le Domino vert d'Herbert Selpin et Henri Decoin
- 1936 : Stadt Anatol de Victor Tourjanski
- 1937 : On a tué Sherlock Holmes (Der Mann, der Sherlock Holmes war) de Karl Hartl
- 1938 : L'Étrange Monsieur Victor de Jean Grémillon
- 1940 : Le Juif Süss de Veit Harlan
- 1943 : Jeune fille sans famille d'Erich Engel
- 1946 : Les assassins sont parmi nous de Wolfgang Staudte